# Deja Vu All Over Again
Deja Vu All Over Again è il sesto album discografico in studio da solista di John Fogerty (voce dei Creedence Clearwater Revival), pubblicato nel 2004.

## Tracce
1. Deja Vu (All Over Again) (4:13)
2. Sugar-Sugar (In My Life) (3:29)
3. She's Got Baggage (2:35)
4. Radar (3:07)
5. Honey Do (2:51)
6. Nobody's Here Anymore (4:02)
7. I Will Walk With You (3:02)
8. Rhubarb Pie (3:17)
9. Wicked Old Witch (3:26)
10. In the Garden (3:50)